# 最高の片想い
『最高の片想い WHITE LOVE STORY』（さいこうのかたおもい）は、1995年1月11日から3月22日までフジテレビ系「水曜劇場」枠（水曜日 21:00 - 21:54）で放送された日本のテレビドラマ。全11回。主演は本木雅弘と深津絵里。

## あらすじ
大学時代、スキー部（種目は滑降）の仲間だった青木公介（本木雅弘）、麻生竜平（杉本哲太）、関本法子（有森也実）は、8年ぶりに再会し、北海道へスキーに行くことになった。途中で、仲間とはぐれた加藤くるみ（深津絵里）という女性を拾い、一緒に宿に到着した。
実は、くるみと公介の出会いはこれが最初ではなかった。通勤電車の中で公介に一目ぼれしたくるみは、たまたまそのスキー計画を知ってここまで来たのだ。しかし、公介は、学生時代に片想いに終わっていた法子を忘れられないでいた。純白のゲレンデとスタイリッシュな都会を舞台に、ヒロインの片想いのてん末をロマンチックに描く。

## キャスト
青木公介〈30〉
演 - 本木雅弘
東京の大手総合商社勤務。基本的に自分よりも周りのことを大切にする。学生時代に好きだった後輩の法子を忘れられずにいる。
加藤くるみ〈21〉
演 - 深津絵里
大手旅行会社に勤務。通勤電車で公介に一目惚れし、片想いとなる。公介からは「うさぎ」と呼ばれる。
麻生竜平〈30〉
演 - 杉本哲太
大手建設会社に勤務。公介の親友であり、法子一筋。
町田元
演 - 大浦龍宇一
公介の会社の後輩。くるみに惚れるが、酒の勢いで桂子と関係を持つようになってしまう。
麻生哲
演 - 長瀬智也（当時 TOKIO）
竜平の弟。公介のことを尊敬している。くるみに惚れるが、彼女の恋を応援している。
柴田操
演 - 井上晴美
くるみの同僚。公介に好意を抱いている。
立川桂子
演 - 西尾まり
くるみの同僚。ひょんなことから町田と付き合うことに。
関本法子
演 - 有森也実
公介の大学時代の2年後輩。終盤、竜平と婚約することになる。
加藤佐和子
演 - 風吹ジュン
くるみの母。
上尾敏典
演 - 春田純一
川畑安男
演 - 山路和弘
三島健一
演 - 隆大介
関本秀子
演 - あめくみちこ
麻生千次
演 - 大塚周夫
麻生美代子
演 - 大森暁美
ペンションのおばさん
演 - 片岡富枝
中井大介
演 - 崎本大海
杉浦さと子
演 - 深浦加奈子
法子の同僚
演 - 広田恵子
その他
演 - 浅野和之、海和俊宏

## スタッフ
- 企画：大多亮
- 脚本：野依美幸（脚本協力：楠本浩美）
- 演出：河毛俊作、樋口徹、緒方幸夫
- 音楽：服部隆之
- 主題歌：福山雅治「HELLO」（BMGビクター）
- 挿入歌：ファースト・クラス「ビーチ・ベイビー」
- プロデュース：喜多麗子（プロデュース補：吉見精一、関谷正征）
- 制作著作：フジテレビ

## 放送日程
| 各話                                              | 放送日  | サブタイトル     | 演出     | 視聴率 |
| ------------------------------------------------- | ------- | ---------------- | -------- | ------ |
| 第1話                                             | 1月11日 | ゲレンデで会おう | 河毛俊作 | 15.8%  |
| 第2話                                             | 1月18日 | 泣くなよ、ウサギ | 河毛俊作 | 16.5%  |
| 第3話                                             | 1月25日 | この恋は負けない | 樋口徹   | 17.6%  |
| 第4話                                             | 2月01日 | 今夜、最低の告白 | 樋口徹   | 13.6%  |
| 第5話                                             | 2月08日 | 奇跡のキス       | 河毛俊作 | 14.0%  |
| 第6話                                             | 2月15日 | 恋が止まらない   | 緒方幸夫 | 15.3%  |
| 第7話                                             | 2月22日 | ごめん、ウサギ   | 河毛俊作 | 17.4%  |
| 第8話                                             | 3月01日 | 傷だらけの恋人達 | 緒方幸夫 | 16.8%  |
| 第9話                                             | 3月08日 | お前を許さない   | 河毛俊作 | 17.9%  |
| 第10話                                            | 3月15日 | さよなら、ウサギ | 樋口徹   | 16.7%  |
| 最終話                                            | 3月22日 | 最高の片想い     | 河毛俊作 | 18.1%  |
| 平均視聴率16.3%（関東地区、ビデオリサーチ社調べ） |         |                  |          |        |

## 受賞
- 第4回ザテレビジョンドラマアカデミー賞[2]
  - 主題歌賞（福山雅治）
  - ベストドレッサー賞（本木雅弘）
  - 撮影賞

## 備考
- 深津絵里はこれが連続ドラマ単独初主演作であり、「若者のすべて」に続き2クール連続で水曜劇場枠のドラマに出演する事となった。
- 1月18日の第2話は関西テレビでは前日朝に発生した阪神・淡路大震災[3]内関連の報道特別番組を関西ローカルで放送していたため、別日時で放送された。なお、当日このドラマの時間帯、他局では震災関連の報道特別番組を放送していた局もあった[4]。